# Internierungslager Langlade
Das Internierungslager Langlade in der Gemeinde Langlade (Gard) war ein gegen Ende des ersten Halbjahres 1940 eingerichtetes Lager, in dem vor allem deutsche und auch österreichische Antifaschisten und Kommunisten, viele von ihnen Teilnehmer am Spanischen Bürgerkrieg, interniert waren. Das Lager wurde unter dem Vichy-Regime bis Dezember 1942 fortgeführt.

## Geschichte
In seinen Erinnerungen berichtet Peter Gingold, dass er etwa Ende Mai 1940 zusammen mit seinem Kameraden Michael Tschesno-Hell im Internierungslager Camp de la Braconne als Prestataire dienstverpflichtet und von dort in das Lager Langlade verlegt worden sei.:S. 63–66 Das deckt sich in etwa mit den Angaben im Nachschlagewerk Le Maitron, wo von einer Gründung des Lagers Anfang Juni 1940 die Rede ist. Unter dem Vichy-Regime wurden die in Langlade internierten Prestataires dann in einer Compagnie de Travailleurs Étrangers, der Fremdarbeiterkompagnie CTE 304, zusammengefasst. Wie Gingold und Tschesno-Hell befanden sich in Langlade überwiegend deutsche Antifaschisten und Kommunisten, wie zum Beispiel:
- Franz Blume
- Max Frank (* 25. Oktober 1905 in Nürnberg; hingerichtet am 29. Mai 1944 in Badaroux)[3]
- Ernst Frankel (laut Le Maitron aus Österreich stammend) wird in der Datenbank des Musée de la Résistance 1940-1945 en ligne zweimal aufgeführt, wobei sich die Einträge nur hinsichtlich seiner Einsatzgebiete in der Résistance unterscheiden. Er kämpfte in der FTP-MOI.[4]
- Paul Hartmann (Widerstandskämpfer). Die Identität ist nicht eindeutig zu klären, da gleich zwei Personen mit dem Namen Paul Hartmann im Widerstand aktiv und interniert waren: Richard Quast, der den Namen Hartmann vermutlich erst 1941 nach seiner Ausreise aus Frankreich annahm, und der 1907 in Lichtentanne geborene Namensträger.[5]:S. 76 f.
- Richard Hilgert (1905–1989), deutscher Schauspieler und Regisseur.[6] Hilgert ist der Autor des Aufsatzes Le camp de prestataires de Langlade.[7]
- Hans Krainer (* 17. Februar 1917 in Klagenfurt; † 17. Januar 1999 in Alès).[8]
- Hermann Leipold war 1944 – ebenso wie Richard Hilgert – an den Kämpfen um die Befreiung von Nîmes beteiligt.[9] In der Datenbank des Musée de la Résistance 1940-1945 en ligne gibt es für den 1904 Geborenen zwei Einträge, die sich jedoch nur hinsichtlich seiner Einsatzgebiete in der Résistance unterscheiden.[10]
- Christian Robens (* 28. September 1906 in Stolberg (Rheinland), † Juni 1944)
- Albert Rucktäschel (auch Ruckdaeschel; * 19. Mai 1903 in Hof)[5]:S. 176
- Richard Stanik  (auch Stanick; * 15. September 1901 in Bottrop – † 24.9.1972)[5]:S. 195
- Albert Stierwald (*1. Januar 1903 Löderburg – † 13.5.1973)[5]:S. 197
- Fritz Weyers[5]:S. 212

Ob diese Personen zum Kreis derer gehörten, deren Auslieferung an Deutschland die Kundt-Kommission betreiben wollte, ist unklar. Zumindest aber gehörte das Internierungslager Langlade zu denen, die von der Kommission überprüft werden sollten. Allerdings vermerkte das Kommissionsmitglied Ludwig Jubitz am 5. August 1940 in seinem Tagebuch: „Lager Langlade ? gibt es das ? und wo?“ Unklar ist, ob Langlade dann doch noch gefunden und besucht wurde, denn Eggers erwähnt in seiner Rekonstruktion der Reiseroute der Kundt-Kommission Langlade als 91. Internierungsort („Prestatäre-Kompanie“), der zwischen dem 24. und 29. August 1940 besucht worden sei. Einige Zeilen weiter schreibt er dann aber, dass zu den 93 besuchten Lagern noch einige nur erwähnte, nicht aber besuchte Lager zu zählen seien. In dieser Nachtragsliste führt er dann unter Bezug auf Jubitz an Position 98 abermals Langlade auf.
Peter Gingold beschreibt seinen Lageraufenthalt in der Zeit rund um den Waffenstillstand von Compiègne (1940) als relativ unbeschwerlich und verweist auch selber auf die gänzlich anderen Zustände etwa im Camp des Milles.

„In der Kaserne in Nîmes wurden wir pararnilitärisch eingekleidet, im Internierungslager für Prestataire in Langlade untergebracht, etwa 15 km von Nîmes entfernt. Langlade war ein verlassenes, verfallenes Dorf mit vielleicht noch zehn Einwohnern. In einer der zerfallenen Scheunen haben wir uns häuslich eingerichtet. Nachts waren wir mit Läuseknacken beschäftigt, den Schlaf mussten wir tagsüber irgendwie nachholen. Das Lager war von Soldaten ganz lässig bewacht, es war nicht umzäumt, wir konnten eigentlich zu jeder Zeit das Dorf verlassen, brauchten aber eine Genehrnigung des Capitaines. Er war sehr wohlwollend; einen Erlaubnisschein (Permission), um mehrere Tage das Lager zu verlassen, konnten wir ohne Schwierigkeiten erhalten. Jeden Morgen, jeden Nachmittag nach dem Essen rnussten wir unter dem Komrnando eines Leutnants antreten, im Parademarsch durch das Dorf ziehen. Dann kam im nahe liegenden Wäldchen der Befehl auszuschwärmen und liegen zu bleiben. Wir lagen bei glühender Hitze im Schatten und brauchten nichts zu tun. Nach einigen Stunden kam der Befehl sum Riickmarsch, wieder im Parademarsch. Dies Tag für Tag bei normaler Soldatenverpflegung, sogar mit einer Tabakration. Frankreich hatte inzwischen kapituliert.“

Im September 1940 wurde Gingold demobilisiert und kehrte zu seiner Familie in Paris zurück.:S. 67 Einen Besuch der Kundt-Kommission, der ja noch vor seiner Abreise hätte stattgefunden haben müssen, erwähnt er nicht.
Darüber, wie es mit dem Lager in Langlade weiterging, ist nur wenig bekannt. Am 1. November 1940 wurde aus den Prestataire-Kompagnien eine neue Organisationsform gebildet, die Groupes de Travailleurs Étrangers (GTE). Langlade beherbergte nun die GTE 304.:146 Im März 1941 wurden die noch im Dorf Langlade lebenden Frauen ehemaliger Prestataire von der Präfektur ausgewiesen.:146, und in einem anderen Aufsatz schreibt Eggers, dass zur gleichen Zeit sechs ehemalige Dienstleister der GTE 304 in das als sehr repressiv geltende Internierungslager Le Vernet abgeschoben worden seien:S. 30 sowie weitere 15 ins Internierungslager Argelès-sur-Mer, nachdem sie zuvor als untauglich für die Arbeit der GTE klassifiziert worden waren.:S. 44 f. Ähnliches ist bei Robert Mencherini zu lesen. Er schreibt, dass im Frühsommer 1941 etwa 100 Personen, darunter 15 Juden, von denen mehrere aus dem Lager Langlade gekommen und als untauglich für die Arbeit erklärt worden waren, In die Internierungsstätte Le Brébant in Marseille verlegt worden seien. Das Le Brébant war ein "Centre de séjour surveillé" (Zentrum für bewachtes Wohnen), in dem unerwünschte Flüchtlinge untergebracht wurden. 
Über die endgültige Schließung des Internierungslagers Langlade findet sich nur bei Eggers ein Hinweis: Dezember 1942.:S. 563